# Rakovski (ort)
Rakovski (bulgariska: Раковски) är en ort i Bulgarien.   Den ligger i kommunen Obsjtina Rakovski och regionen Plovdiv, i den centrala delen av landet, 140 km öster om huvudstaden Sofia. Rakovski ligger 193 meter över havet och antalet invånare är 15 782.
Terrängen runt Rakovski är platt. Rakovski är det största samhället i trakten.
Trakten runt Rakovski består till största delen av jordbruksmark. Runt Rakovski är det ganska tätbefolkat, med 104 invånare per kvadratkilometer.